# Дік Петер Іванович
Петер Іванович Дік (1884 - 1937 рр.) - запорізький інженер та винахідник.

## Біографія
Народився в Нойостервіку (с. Долинське, Запорізька область).
З 1911 року  – інженер-механік заводу Абрагама Копа в Шенвізе. На цьому підприємстві Петер працював і після його націоналізації. Згодом став головним інженером завод «Комунар». Саме під орудою головного інженера Діка на запорізькому підприємстві був розроблений  і виготовлений перший радянський комбайн. У 1930 році Петро Іванович Дік був нагороджений орденом Леніна – «за особливо видатні заслуги в організації будівництва заводу комбайнів і налагодження їх масового виробництва».
На жаль, видатний інженер-конструктор розділив долю багатьох хортицьких менонітів. У квітні 1937 року, у часи  сталінського Великого Терору, була заарештована низка керівників заводу «Комунар». Серед них – й менонітські батьки першого вітчизняного комбайна, інженери  Герхард Гамм, Корнеліус Паулс й Петро Дік.  16 вересня 1937 року за обвинуваченнями у нібито причетності до контрреволюційної диверсійної організації  та шкідництві всі вони  були засуджений до розстрілу та страчені у Дніпропетровську вже наступного ж дня.
До речі, 11 років у сталінських таборах провела й Ельсбета Дік – дружина інженера. Їх син та донька  Вальтер і Хільдегарда були відправлені у дитячий притулок для дітей «ворогів народу».
6 березня 1958 року  Петера Діка було виправдано та реабілітовано. Посмертно.

## Вшанування пам'яті
У місті Запоріжжя вулицю Огарьова перейменують на вулицю Петра Діка.